# Johann Gottfried Müthel

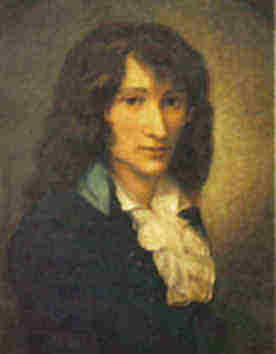
Johann Gottfried Müthel

Johann Gottfried Müthel (* 17. Januar 1728 in Mölln, Lauenburg; † 14. Juli 1788 in Riga) war ein deutscher Cembalist, Organist und Komponist.

## Leben
Die erste musikalische Ausbildung erhielt Müthel von seinem Vater, der in Mölln als Organist tätig war. Seine Studien wurden anschließend beim Lübecker Marienorganisten Johann Paul Kuntzen fortgesetzt, bis Müthel schließlich im Jahr 1747 eine Stelle als Kammermusiker und Hoforganist in der Kapelle des Herzogs Christian Ludwig II. von Mecklenburg-Schwerin antrat. Zu seinen dortigen Pflichten gehörte auch die Ausbildung der herzoglichen Kinder. Zur Perfektionierung seiner musikalischen Fähigkeiten wurde Müthel ein Urlaub für die Dauer eines Jahres gewährt. Diesen begann er zunächst als einer der letzten Schüler Johann Sebastian Bachs, in dessen Haushalt er auch wohnte. Auch wenn Bach bereits drei Monate nach seinem Eintreffen verstarb, konnte sich Müthel als Kopist des schon erblindeten Meisters intensiv mit dessen Schaffen auseinandersetzen.
Nach Bachs Tod vertiefte Müthel seine Ausbildung in Naumburg bei dessen Schwiegersohn Johann Christoph Altnikol, in Dresden durch die Bekanntschaft mit Johann Adolf Hasse, am Hofe von Friedrich II. in Berlin und Potsdam bei Carl Philipp Emanuel Bach, mit dem Müthel eine lebenslange Brieffreundschaft verband und schließlich in Hamburg durch die Bekanntschaft mit Georg Philipp Telemann. Nach Ablauf des Urlaubsjahres kehrte Müthel an den Hof von Mecklenburg-Schwerin zurück. Die Provinzialität des Hofes konnte jedoch seine musikalischen Ansprüche nicht befriedigen und veranlasste ihn, einer Einladung seines Bruders nach Riga zu folgen, wo er das Hausorchester des livländischen geheimen Regierungsrates Otto Hermann von Vietinghoff verstärkte. Dieser galt als bedeutender Mäzen der Stadt, der das öffentliche kulturelle Leben durch die Organisation von Abendmusiken und Gesellschaften förderte. Bei diesen Gelegenheiten erwarb sich Müthel so viel Anerkennung für sein technisches Können, dass ihm 1767 die Organistenstelle der Petrikirche übertragen wurde. Diese Stelle behielt er bis zu seinem Tode inne. In Riga war er Mitglied der Freimaurerloge „Zum Schwert“.
In den letzten Lebensjahren zog sich Müthel mehr und mehr aus dem öffentlichen Leben zurück, schien sich aber trotzdem in Riga wohlzufühlen, da er mehrere Angebote aus Deutschland ablehnte. Bekannt wurde die Anekdote, dass er sich zuletzt nur noch im Winter als Pianist öffentlich hören ließ, da nur dann der Schnee das Gerassel der vorbeifahrenden Wagen auf ein für den Künstler erträgliches Maß dämpfte.

## Bedeutung
Zusammen mit Carl Philipp Emanuel Bach gilt Müthel als ein Hauptvertreter des Sturm und Drang in der Musik. Er wird der Vorklassik zugerechnet, deren Vertreter bewusst mit den stilisierten Formen des Barocks und dessen Kontrapunktik brachen. Im Gegensatz zu vielen Musikern, die an der Aufbruchszeit der Vorklassik zerbrachen, gelang es Müthel, einen neuen, expressiven Persönlichkeitsstil zu entwickeln. Als weitgereister Mann kannte Müthel die musikalischen Stilelemente seiner Zeit und wusste sie musikalisch zu nutzen. Auch wenn Müthels Schaffen zu seinen Lebzeiten lediglich regionale Anerkennung in Riga erlangte, wurde er auch von prominenten Zeitgenossen wie Charles Burney, Christian Friedrich Daniel Schubart und Gottfried Herder für seine musikalischen und technischen Fähigkeiten geschätzt. Burney hob besonders Müthels Originalität hervor. Schubart bezeichnete seine Musik als „dunkel, finster, eigensinnig und unbeugsam gegen den Modegeschmack seiner Zeitgenossen.“ Und über seine Spieltechnik: „Kenner, die ihn spielen hörten, können nicht genug die Leichtigkeit bewundern, mit der er sich über Gebirge von Schwierigkeiten hinwegsetzt.“ Dass Johann Sebastian Bach – obwohl bereits todkrank – Müthel im Mai 1750 als Schüler in sein Haus aufnahm, kann für die außerordentliche Begabung des Schülers sprechen.

## Werk
Das musikalische Schaffen Müthels umfasst eine vergleichsweise überschaubare Anzahl an Kompositionen, von denen nur wenige zur Lebzeit des Komponisten veröffentlicht wurden. Neben vollständigen Werken finden sich viele technische Übungen, Improvisationsansätze und Kadenzen. Sein Werk ist geprägt von Akkordbrechungen, tokkatenhaften Thematiken, Viel- und Einstimmigkeiten – kurz, von der Ausnutzung aller spieltechnischen Möglichkeiten, inklusive des Pedalsolos. Den Hauptanteil nehmen instrumentale Kompositionen ein, während er vokale Werke nur gelegentlich komponiert hat. Bemerkenswert ist der trotz Müthels Organistentätigkeit geringe Anteil an Kompositionen für Orgel, die selbst auch nur skizzenhaft aufgezeichnet sind.

### Orgelwerke
- Fantasie und Fuge G-Dur
- Fantasie g-Moll
- Fantasie Es-Dur
- Fantasie F-Dur
- Choralbearbeitung „Jesu, meine Freude“

### Weitere instrumentale Kompositionen
- einige Polonaisen für zwei Violinen mit und ohne Flöte und Bass
- eine Flötensonate
- 44 kleine Menuetten und Märsche für Musikliebhaber
- mindestens neun Klaviersonaten (teilweise Urheberschaft umstritten)
- zwei Ariosi mit je zwölf Variationen
- zwei Duette für zwei Klaviere
- sechs große Klavierkonzerte mit Orchester (eines ohne überlieferten Schlusssatz)
- ein Konzert für zwei Fagotte und Orchester

### Vokale Kompositionen
- eine Kantate
- ein vierstimmiges Trinklied
- 45 „Auserlesene Oden und Lieder von verschiedenen Dichtern“